# 秘密情報局E中隊
E中隊（英文：E Squadron）是英國秘密情報局所屬的特種部隊，被認為是傳聞中的秘密部隊“增量”（The Increment）的現代版本。

## 歷史
“增量”的根源可以追溯到二戰期間的特別行動執行處。
從理查德·湯姆林森（Richard Tomlinson）的書《大違規》（The Big Breach）中詳細講述了他作為秘密情報局特工的經歷，有關“增量”的構成及其與SIS的關係的基本事實：
陸軍提供一支總部位於赫里福德，名為“革命戰爭聯隊”（Revolutionary Warfare Wing）的特種空勤團（SAS）分隊，而海軍則提供一支總部位於普爾的舟艇特勤團（SBS）小分隊。對MI6而言，該兩支隊伍皆有著類似的角色，並在部門中統稱為“增量”。要成為“增量”的成員，來自SAS和SBS的候選人必須在部隊中服役至少5年，並已達到中士的軍階。 他們需接受MI6的審查，並參與一個有關組織的功能和目標的簡短入職課程。若候選人仍未學習監視技巧， 他們將在堡壘中進行為期3週的課程。回到總部後，他們會就本來已經掌握的軍事技能進行微調。他們會學習如何運用土製炸藥和破壞技巧，以及進階要員保護技巧，學習組織游擊戰和練習進階部署技巧，例如：從商用飛機上高空跳傘或使用潛艇隱蔽登陸。 另外需要獲得進階的平民資格：SBS“增量”的數名成員具有商業船的船長的別名名稱，使他們能夠合法僱用拖網漁船。
在“情報人員新入職課程”（Intelligence Officers New Entry Course，IONEC）中，課程的一個星期致力於讓成員熟悉“增量”、S＆D飛行，以及被我們大多數人熱切期待的“軍事週”。

## 概述
秘密情報局作為英國的對外情報機構，在世界各地均潛伏著特工，以援助並訓練當地的反抗勢力以及從各種渠道收集情報。而在911襲擊後意味著必須在敵意更強的國家執行任務，為此秘密情報局需要由具備作戰經驗的特種部隊負責護送其特工執行任務。於是，“E中隊”大概就在這種情況下成立。除了擔任保鏢角色以外，該部隊也可能會執行更主動的任務，例如：人質營救和暗殺等。
該部隊是目前已知英國擁有的一支最機密的特種部隊單位，主要從其他英國特種部隊（包括：特種空勤團、舟艇特勤團和特種偵察團）和國防情報組織中挑選最具經驗的成員組成，並為秘密情報局進行著各種可否認的隱蔽行動。據指，他們可同時受命於英國特種部隊和秘密情報局。目前可推斷E中隊在情報、電子戰和後勤等各方面均獲得來自第18信號連的支援，並由聯合特種部隊航空連所屬單位負責以直升機運載其隊員執行任務。
「E中隊」最早於2011年利比亞內戰期間的一次任務失敗導致其隊員淪為俘虜一事被BBC報道而為人所知。後來於2021年，由英國國防部所寄出的一封電郵亦提到了該部隊的名字。

## 任務紀錄
於2011年利比亞內戰期間，英國政府為了幫助當地反卡扎菲勢力而派出秘密情報局的特工前往該國進行交涉。當時與這些特工同行的E中隊隊員乘搭CH-47 契努克直升機從馬耳他的空軍基地出發，並降落在利比亞一處遍遠的沙漠上。E中隊的隊員們均攜帶了尖端的通訊裝備，好讓英國的外交人員與當地叛軍保持聯系。然而，一群不知情的當地人發現了E中隊從直升機上降落，並懷疑他們是利比亞政府軍。當E中隊隊員離開直升機後便立刻遭到當地人的拘留。後來英國政府透過外交途徑要求全國過渡委員會釋放被拘留的E中隊隊員事件才告一段落。該次事件也直接導致E中隊的存在曝光。

## 另見
- 特種空勤團
- 特別舟艇隊
- 秘密情報局
- 中央情報局特別活動中心
- 屏障特種部隊

## 外部連結
- 媒体揭露英秘密派遣特种兵参与推翻卡扎菲行动 （页面存档备份，存于）
- THE SPECIAL AIR SERVICE'S E-SQUADRON, “THE INCREMENT” （页面存档备份，存于）